# Carlos Robelín
Carlos Robelín, más conocido como Charles de Robelin en Francia, Carlos de Robelín en España, fue un ingeniero militar nacido en Calais y fallecido en España.

## Biografía
Carlos Robelín, es hijo de un Jacques Robelin, que fue el responsable de las fortificaciones de Dunquerque, en 1688, y sobrino de Isaac Robelin.
En 1677, fue nombrado ingeniero ordinario del rey y teniente.
Ocupó varios cargos antes de ser nombrado director de las fortificaciones costeras de Picardía y Artois, en 1705, sucediendo a su tío Isaac, en Saint-Omer. Consiguió el 29 de enero de 1709 el grado de brigadier de los ejércitos del rey por sus servicios durante la defensa de Lille, y luego el de mariscal de campo tras la defensa de Aire-sur-la-Lys, el 29 de noviembre de 1710.
En abril de 1719, decidió ponerse al servicio de España cuando Francia entró en guerra contra este país. El 3 de julio de 1719, obtuvo los cargos de teniente general e ingeniero director.
Mientras era director de las fortificaciones de Zamora, escribió un texto para el marqués de Castelar, que terminó el 17 de marzo de 1722 sobre la formación de ingenieros sintetizando las ideas de Jorge Próspero de Verboom y las establecidas en Francia, bajo el título Ensayo de un proyecto para formar a los ingenieros de un estado en cuerpo y en orden de guerra.
En su libro, Robelín define la organización del cuerpo de ingenieros que debe implementar una monarquía. Pedía en este libro considerar a los ingenieros como la cuarta arma del ejército de un país, junto con la infantería, la artillería y la marina. El genio también debe lograr honores. Luego abordó la organización del cuerpo de ingenieros. No estaba interesado en la creación de una escuela de ingeniería.